# Henriette Browne
Sophie de Bouteiller, més coneguda pel pseudònim Henriette Browne (París, 16 de juny de 1829 – Ibíd., 14 de març de 1901) va ser una pintora orientalista francesa reconeguda internacionalment per un enfocament poc convencional de l'orientalisme. Es va especialitzar en una pintura de gènere que representava l'Orient Pròxim d'una manera, encara que exòtica, menys sensacionalista que els seus contemporanis. La seva posició social i la influència de la seva mare van ser fonamentals per al seu desenvolupament com a artista. Si bé moltes de les seves obres s'han perdut amb el temps, les que queden són un testimoniatge de la seva habilitat i sensibilitat.

## Vida personal
Va néixer a París el 16 de juny de 1829, filla del comte de Bouteiller i la seva esposa. El seu pare era músic afeccionat i la seva mare una cantant consumada. Browne tenia una posició social privilegiada, pel seu pare, que descendia d'una antiga família bretona. La seva mare havia enviduat a una edat primerenca abans de convertir-se en la comtessa de Bouteiller, i per un temps va fer classes de música per a poder mantenir-se a si mateixa i al fill del seu matrimoni anterior. Per aquesta raó, la comtessa la va encoratjar a continuar la seva educació en les arts des d'una edat primerenca: per si tenia la necessitat de mantenir-se econòmicament. La comtessa va insistir que estudiés música i dibuix, i entre la comtessa i altres tutors la van educar a casa seva, a París.
El 1849 va decidir seguir els seus estudis més seriosament en la tècnica de dibuix en convertir-se en alumna d'Emile Perrin, que més tard seria el director del Teatre-Francais. El 1851 va ingressar a la classe per a artistes femenines de Charles Joshua Chaplin. Hi va tenir l'oportunitat de dibuixar a partir de models en viu, obtenint coneixements indispensables sobre la representació de les proporcions i moviments del cos. Entre 1851 i 1853 va adoptar el pseudònim d'Henriette Browne, el nom de la seva àvia materna. El 1853 va presentar el seu primer treball en el Saló de París, on va exhibir regularment fins a 1878, un any abans de la mort del seu marit. Amb aquest pseudònim, Browne va buscar mantenir la seva vida professional i personal separada. Desitjava preservar la seva posició social, ja que en aquest moment no es considerava apropiat que una dama fos també una artista professional.
El 1853 es va casar amb Henry Jules de Saux, un diplomàtic francès i secretari del polític Alejandro José Colonna-Walewski. Henriette Browne va acompanyar en molts viatges el seu marit, a llocs com Itàlia, Holanda i Constantinoble. Aquests viatges van demostrar ser molt importants per a la seva formació artística, exposant-la a nous entorns. El viatge a Constantinoble va ser de particular importància, ja que durant aquesta estada va visitar un harem turc, i obtingué informació de primera mà sobre com era realment aquest espai privat. Es creu que aquesta experiència va contribuir a la manera única en què més tard retrataria l'Orient en les seves pintures i gravats.
El 1879 havia renunciat en gran manera a exhibir la seva obra i va deixar després d'ella una carrera productiva com a artista orientalista internacionalment coneguda. Es va convertir en membre honorària del Royal Institute of Painters in Water Colours de Londres el 1894. Browne va tenir una reeixida carrera com a artista i, encara que moltes de les seves obres no es troben localitzades, les que han sobreviscut en col·leccions privades donen testimoniatge de la seva popularitat. En l'actualitat, les seves pintures ofereixen una visió en la mena d'orientalisme del segle xix  que en gran manera va proveir i reafirmava la mirada masculina dominant. Browne va morir el 1901 a París.

## Trajectòria
Les primeres obres de Browne van ser retrats, escenes de gènere domèstiques i religió. Era una artista naturalista, que tenia fama de pintar a partir de fets observables. Des del començament de la seva carrera la seva capacitat de realisme va ser evident. Es va fer coneguda per l'audàcia amb la qual representava escenes de gènere; la seva escala, realisme i la presentació frontal de la figura eren característiques inusuals per a l'època.

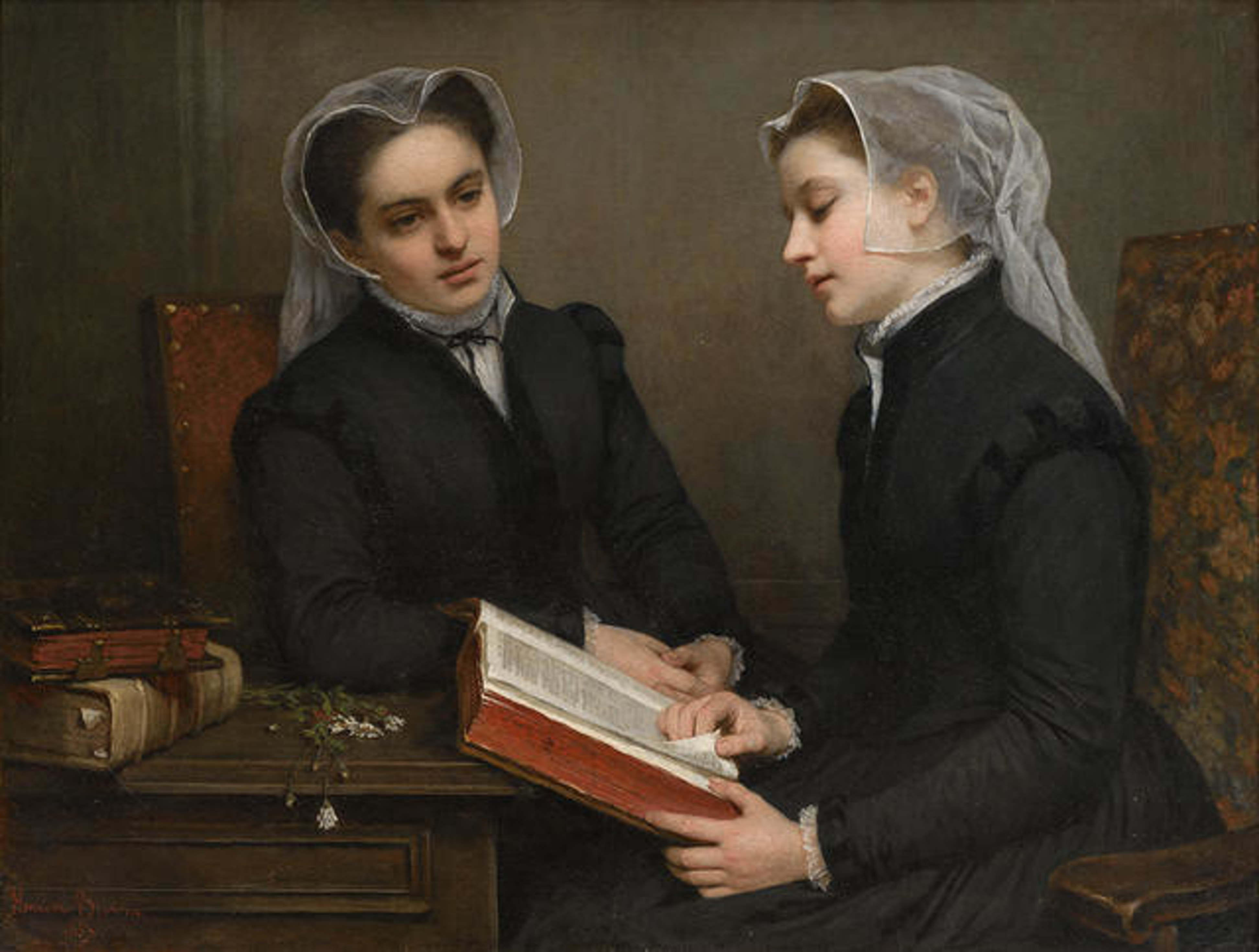
La Lecture de la Bible (1857)

Browne va exposar per primera vegada en el Saló de París de 1853. Hi va exposar Lecture de la Bible. Va tenir un èxit moderat i va cridar l'atenció d'un crític d'art que era molt conegut en els cercles d'art francès i anglès. Després d'establir una relació amb Browne, el crític va ser convidat al seu estudi per a veure més de la seva obra. El visitant va poder apreciar immediatament que el seu estudi parisenc mostrava un nivell de gust i luxe que no es corresponien amb la venda de les seves obres d'art, que en aquest moment es venien al voltant de 500 francs. Després de ser testimoni de la seva habilitat, el col·leccionista va decidir comprar les obres que havia analitzat anteriorment, i va fer la promesa de comprar més obres en el futur. Després va presentar aquests treballs i d'altres en diferents salons, la qual cosa va suposar un augment en la seva cotització.
Després va exposar en l'Exposició Universal de 1855, on immediatament es va convertir en un èxit. Les seves cinc pintures van ser venudes, incloent Ecole de Pauvres à Aix, comprada per l'emperador Napoleó. El comerciant d'art Ernest Gambart va veure la seva obra a l'Exposició i la va promocionar a la seva Galeria francesa a Londres. De 1857 a 1859, Browne va tenir més èxit. De les cinc pintures que va exhibir el 1859, l'emperadriu Eugenia de Montijo va comprar la seva obra Les Puritaines per 6.000 francs. Una de les seves altres cinc contribucions d'aquest any, Les Soeurs de Charité, va ser particularment reeixida i hi va guanyar una medalla de tercera classe. Les Soeurs de Charité era una pintura gran que retrata dues monges ajaçant un nen malalt. L'obra va causar sensació, només per darrere de les pintures de Rosa Bonheur i va ser adquirida per 12.000 francs. Charles Kingsley va descriure la seva pintura com a combinació perfecta de realisme i naturalisme. També el 1859 es va celebrar una exposició de la seva obra a la Galeria Francesa, a Pall Mall. L'exposició va ser ben rebuda i van ressaltar com a característica principal del seu treball la “simplicitat realista”.
Moltes de les seves primeres escenes de gènere primerenques es van centrar en temàtiques religioses o infantils. Les seves primeres obres sovint contenien inflexions de patetisme i sentiments. Hi havia altres tres característiques claus a les seves pintures. Primer, les seves pintures són sovint extremadament grans per a les escenes de gènere i les figures estan col·locades cap a primer terme. Segon, certs aspectes recorden elements de l'art holandès del segle xvii, entre els quals la divisió del pla de retrocés i la centralització de la llum en els interiors. Finalment, la seva obra conté realisme. Mentre que les seves pintures són creacions de la seva ment, tots els elements i els detalls són prestats de vida real. Una ressenya de la seva obra al Woman's English Journal afirmava que ella “observa, combina, i reprodueix […] cada detall està copiat de naturalesa”.
A més, Browne era una gravadora professional. Va ser la primera a fer gravats en acer de l'obra d'Alexandre Bida, que consistia en dibuixos orientals i bíblics. Es va prendre la llibertat de fer alteracions en les seves còpies, com llevar objectes, alleugerir la roba, i “orientalizar” l'escena.

### Orientalisme

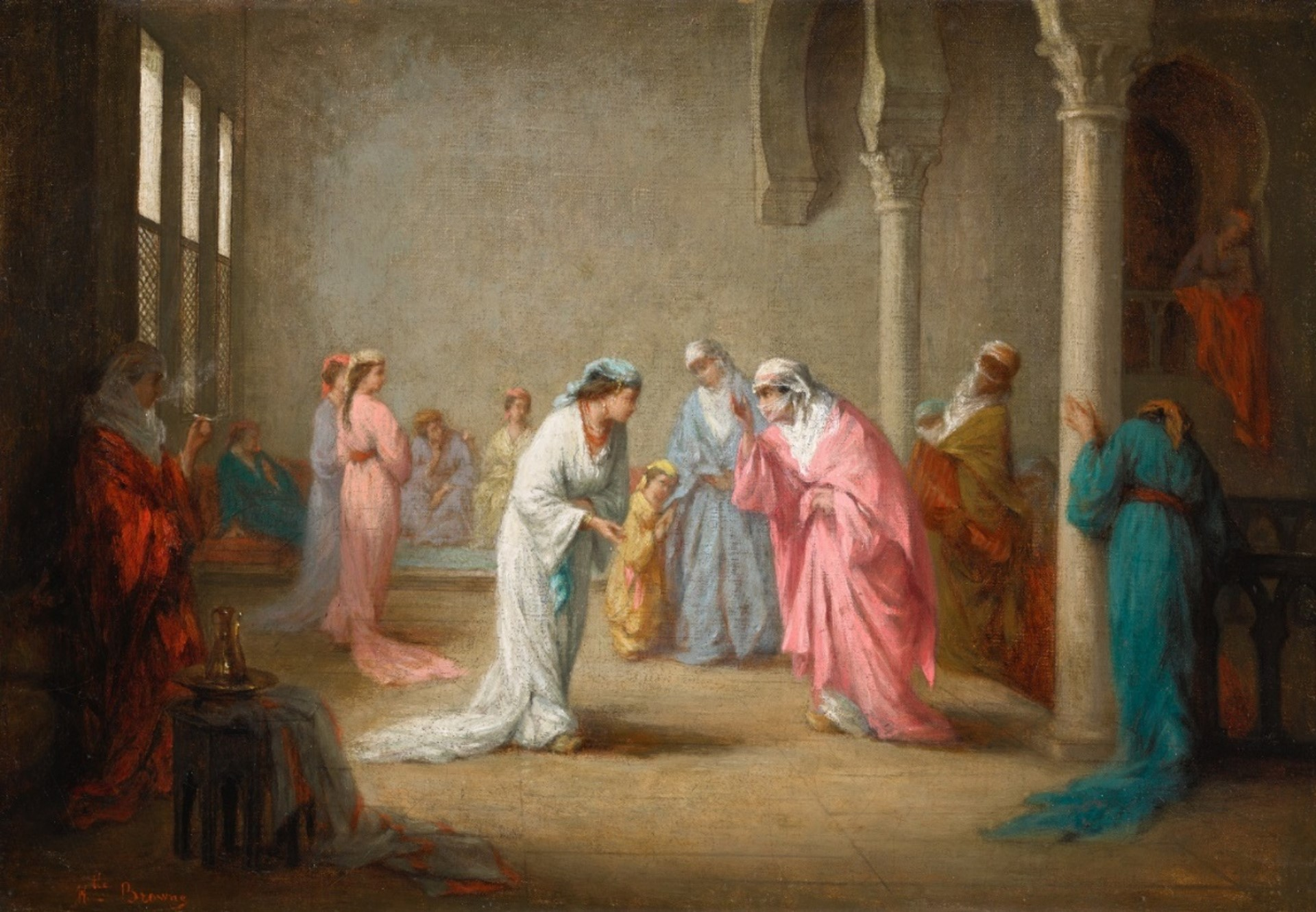
Una visita

El segle xix  va veure un gran augment de la fascinació orientalista, particularment a França i Gran Bretanya. Henriette Browne va exhibir moltes pintures orientalistes en la dècada de 1860, i durant aquest període va gaudir d'una època de viatges i èxits. El 1862 va ser una de les tres dones que figuren com a membres fundadores de la Société Nationale des Beaux-Arts a París. Browne va viatjar a Turquia el 1860, al Marroc ell 1864 i a Egipte i Síria durant l'hivern de 1868-1869. Al llarg d'aquests viatges, que van ser possibles gràcies a connexions diplomàtiques i reals, Browne va centrar el seu art en temes més orientals, especialment escenes escolars. Els seus primers temes orientalistes van irrompre en l'escena artística francesa el 1861, quan va exhibir dues pintures al Saló de París: Une Visite i Une Joueuse de Flute. Aquestes dues pintures, possiblement les obres més famoses de Browne, són pintures que reflecteixen l'harem oriental a Constantinoble. En aquestes imatges, les dones saluden els visitants i escolten música. Browne les mostra fent activitats quotidianes en lloc de despullar-se, fumar o atendre els homes. Després d'aquestes pintures, Browne va dirigir la seva atenció en gran manera als temes de les escoles i els nens, dins d'aquest mateix estil. En la dècada de 1870, la seva reputació estava ben establerta i se li va atorgar una posició distingida entre els pintors orientalistes. El treball de Henriette Browne aviat es convertiria en una referència per a totes les pintores orientalistes posteriors.
Henriette Browne va ser famosa pels seus temes d'harems i convents orientals. En les seves pintures, l'harem es mostra com un espai per a la interacció social entre les dones, en oposició a un espai de plaer sexual per als homes. Browne representava el treball femení, la sexualitat i l'espai, i donava prioritat a la mirada femenina. A causa del seu gènere femení, Browne va poder interactuar personalment amb l'harem oriental i les seves habitants, presenciar la política de gènere que governava l'harem i representar la interacció entre les dones en l'harem, que altres artistes masculins no podien fer. Les representacions de l'harem oriental per artistes masculins es van basar en gran manera en la fantasia, ja que els homes no hi podien entrar, en aquests espais femenins, per la qual cosa la seva sexualitat s'exagerava per a ajustar-se a les fantasies masculines. La seva habilitat per a visitar un harem li va permetre pintar escenes de l'àmbit de manera diferent als homes. Ella no converteix les dones en objecte, sinó que presenta un espai domèstic tranquil i controlat, exclou als homes de les escenes i pinta amb una paleta de colors més tènue. La major contribució de Browne va ser que va desacreditar els mites culturals i sexuals sobre l'harem en dessexualizar i convertir-lo en un lloc domèstic. Les pintures de Browne eren poc controvertides quant a estil i representacions veraces de la comunitat femenina que trencaven amb la tradició orientalista masculina.

## Recepció de la seva obra
Les pintures de Browne tenien un atractiu popular. El seu treball va aconseguir alts preus i va atreure mecenes influents, com l'emperador Napoleó III i l'emperadriu Eugenia en la dècada de 1850. Les seves pintures van ser ben rebudes a Gran Bretanya i França, encara que les seves escenes de gènere van tenir una major importància a Gran Bretanya i les seves pintures orientalistes van ser molt elogiades a França. Les obres de Browne van ser celebrades, ja que van trencar amb la tradició orientalista masculina. La reputació de l'artista entre els crítics com a artista seriosa sempre es va mantenir.

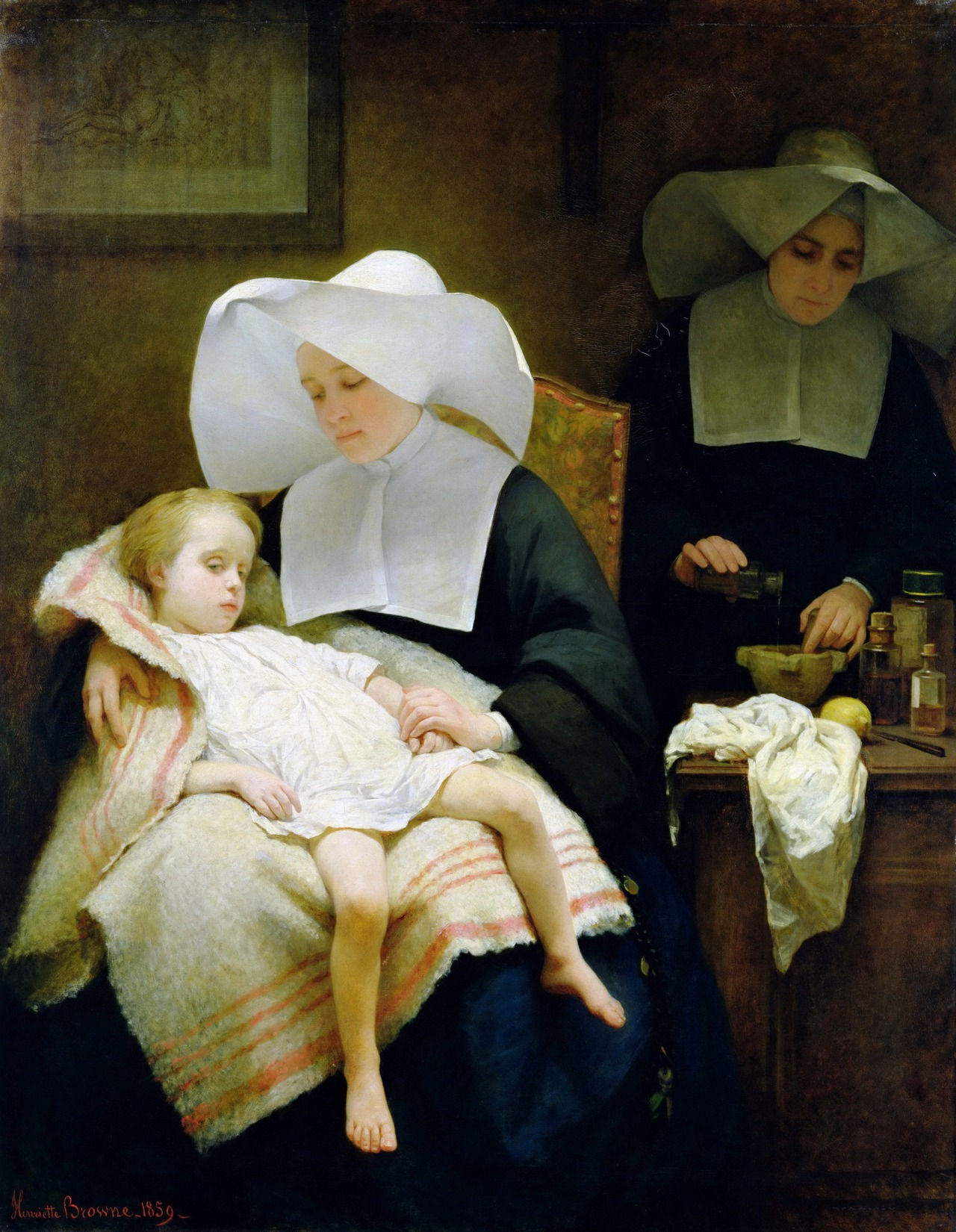
Les Germanes de la Caritat (1859)

Les primeres escenes de gènere de monges i nens de Browne van ser extremadament populars a la Gran Bretanya malgrat l'antirromanismo generalitzat de l'època. Després del seu èxit en el Saló de París de 1859, la seva pintura Les Soeurs de Charité es va mostrar a Londres, on va ser identificada com una obra mestra. Aquesta pintura va començar la seva reeixida reputació a Gran Bretanya i va agradar especialment pel seu fort missatge moral. En aquesta pintura Browne va mostrar un sentiment i un patetisme extrems, que permetia a l'espectador simpatitzar amb aquestes monges que cuiden a un nen. En referència a aquesta pintura, Charles Kingsley va sostenir que la tècnica de Browne estava entre idealista i realista. L'article sobre Browne en el English Woman's Journal el 1860 va millorar encara més la seva reputació. L'article retratava Browne com una artista professional i destacava el seu compromís, la seva aptitud i atenció com a artista. L'article també aprofundia en els detalls sobre les seves pintures. El 1859 també va tenir la seva pròpia exposició a la Galeria Francesa en Pall Mall, propietat de Gambart, que va continuar exhibint la seva obra anys després. Cap a 1860, almenys vuit de les seves obres havien estat comprades pels anglesos.

## Selecció d'obres

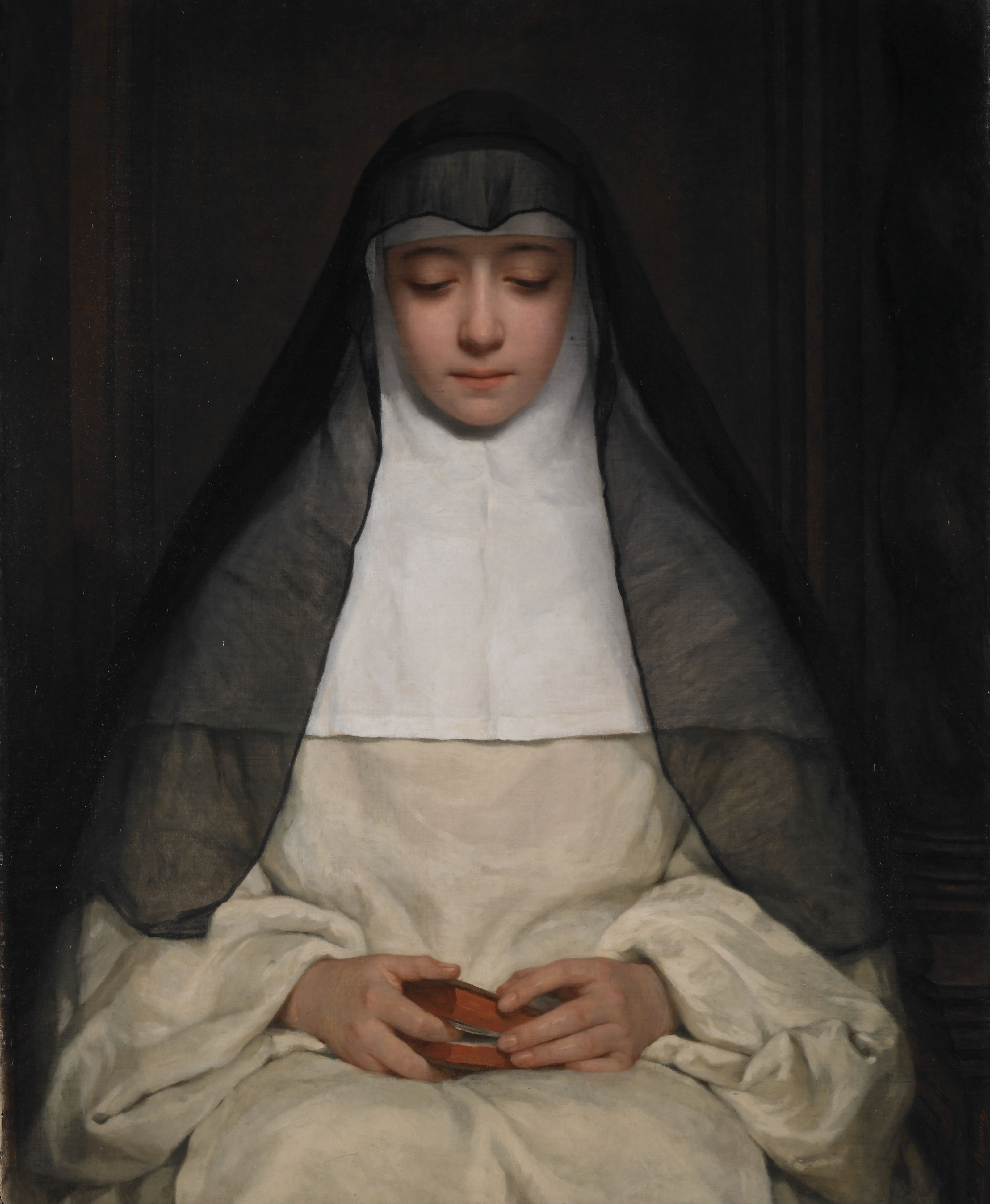
La religiosa (1859), Museus Nacionals de Liverpool.
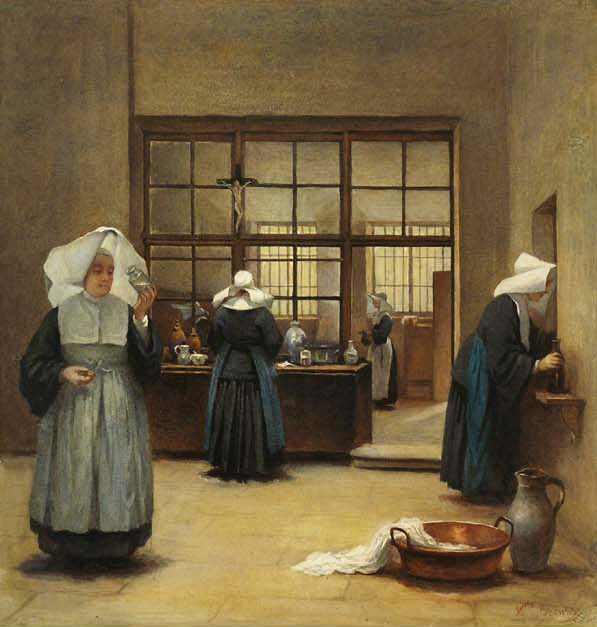
Religioses treballant en un convent.
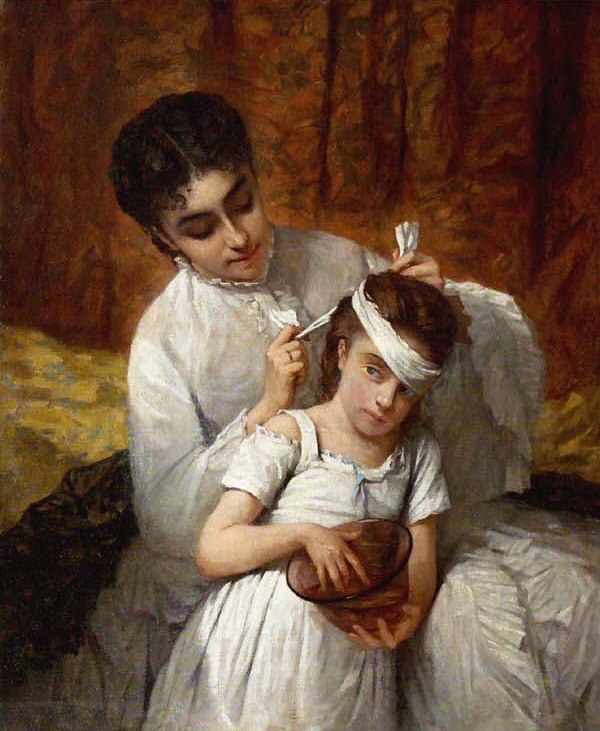
Mare i filla.
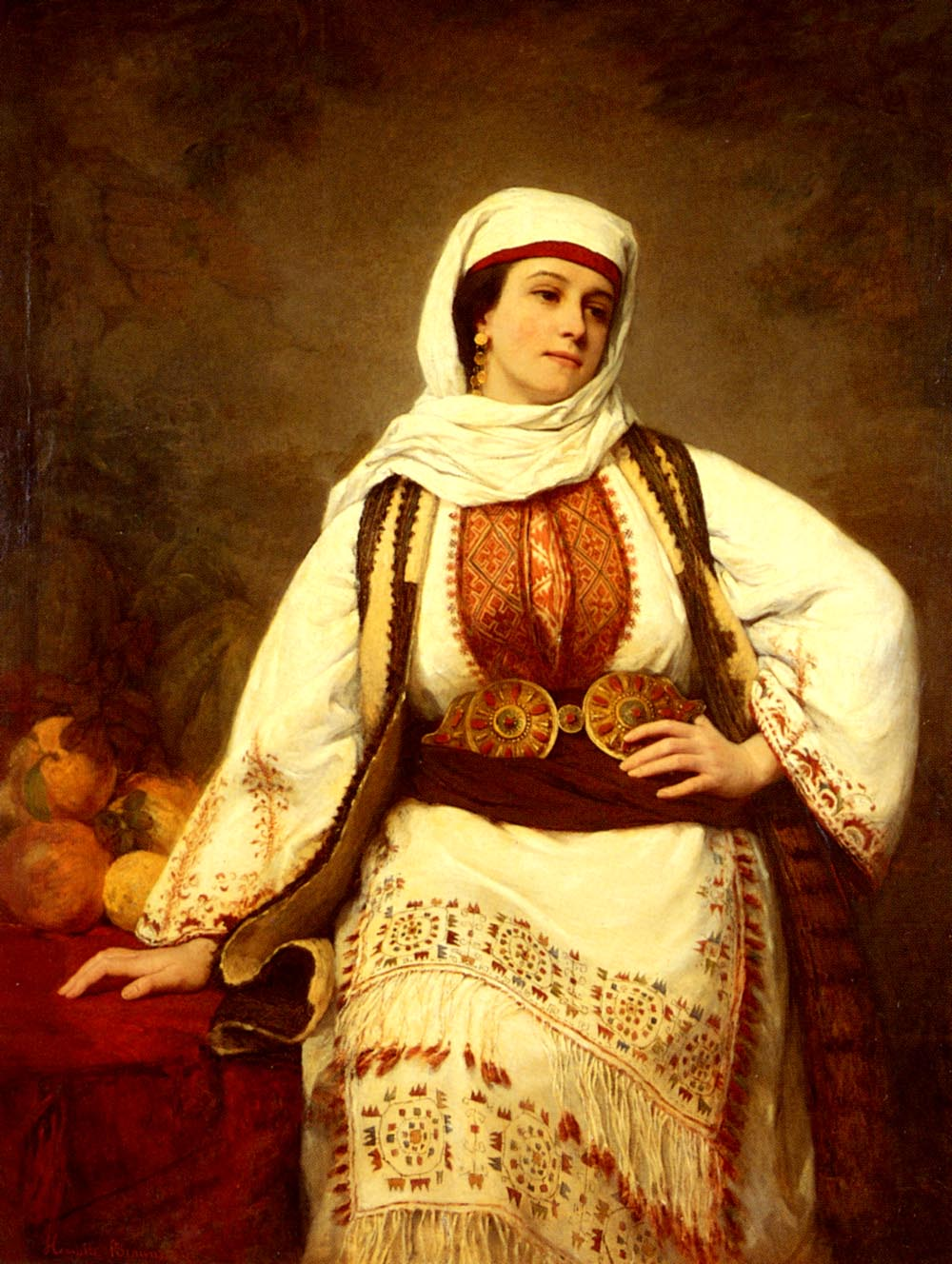
Una bellesa oriental (1861), col·lecció privada.
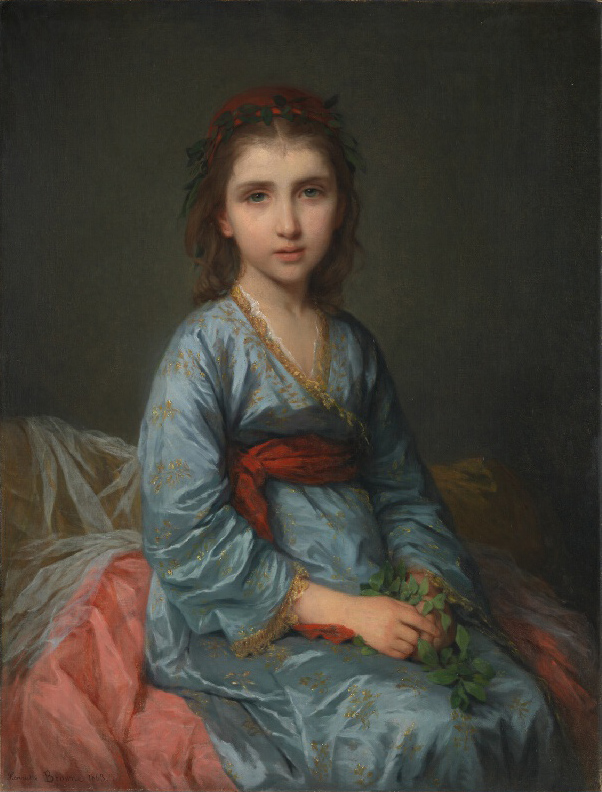
La captiva grega (1863), Galeria Nacional.
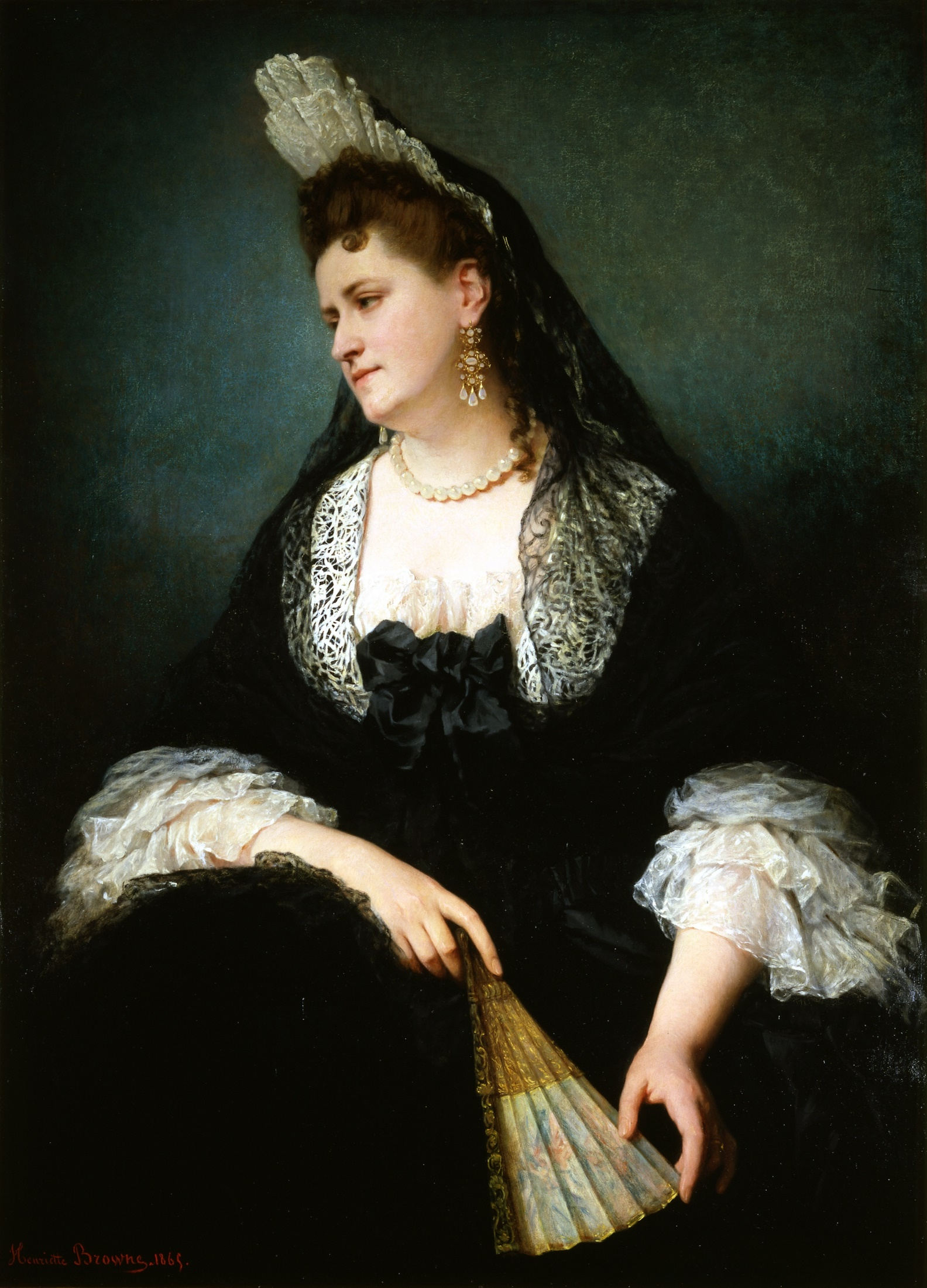
Henriette Browne, Retrat de madame Anselma (Alejandrina Gessler) (1865)
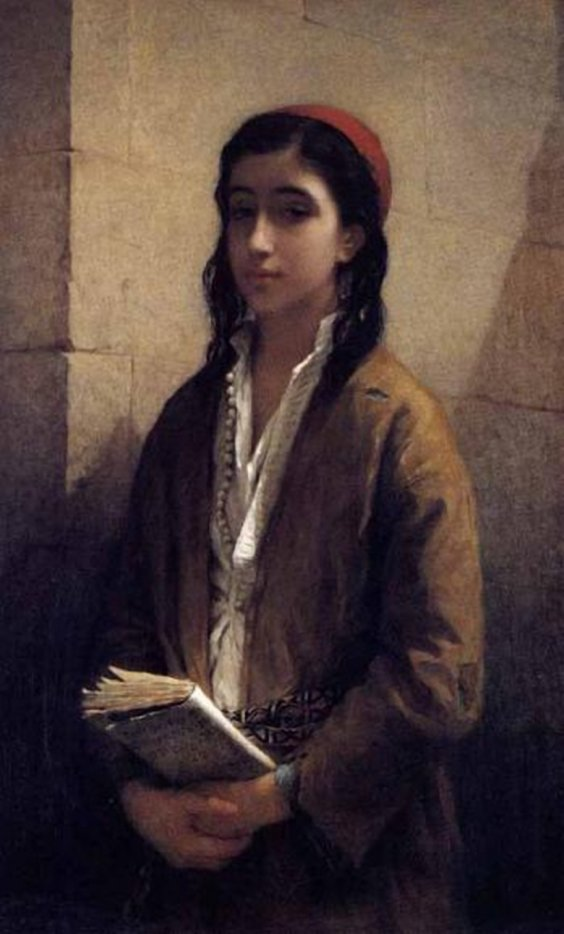
La bella jueva (1865)
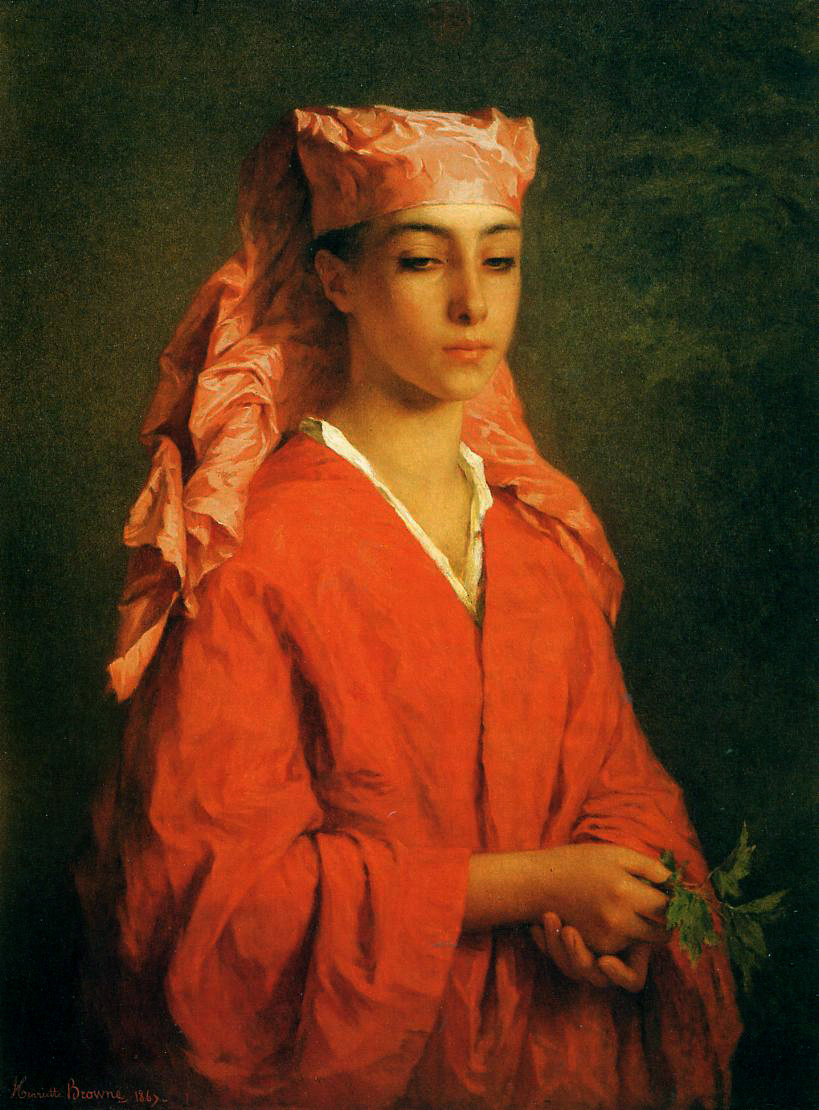
Pagesa nord-africana (1867), col·lecció privada.
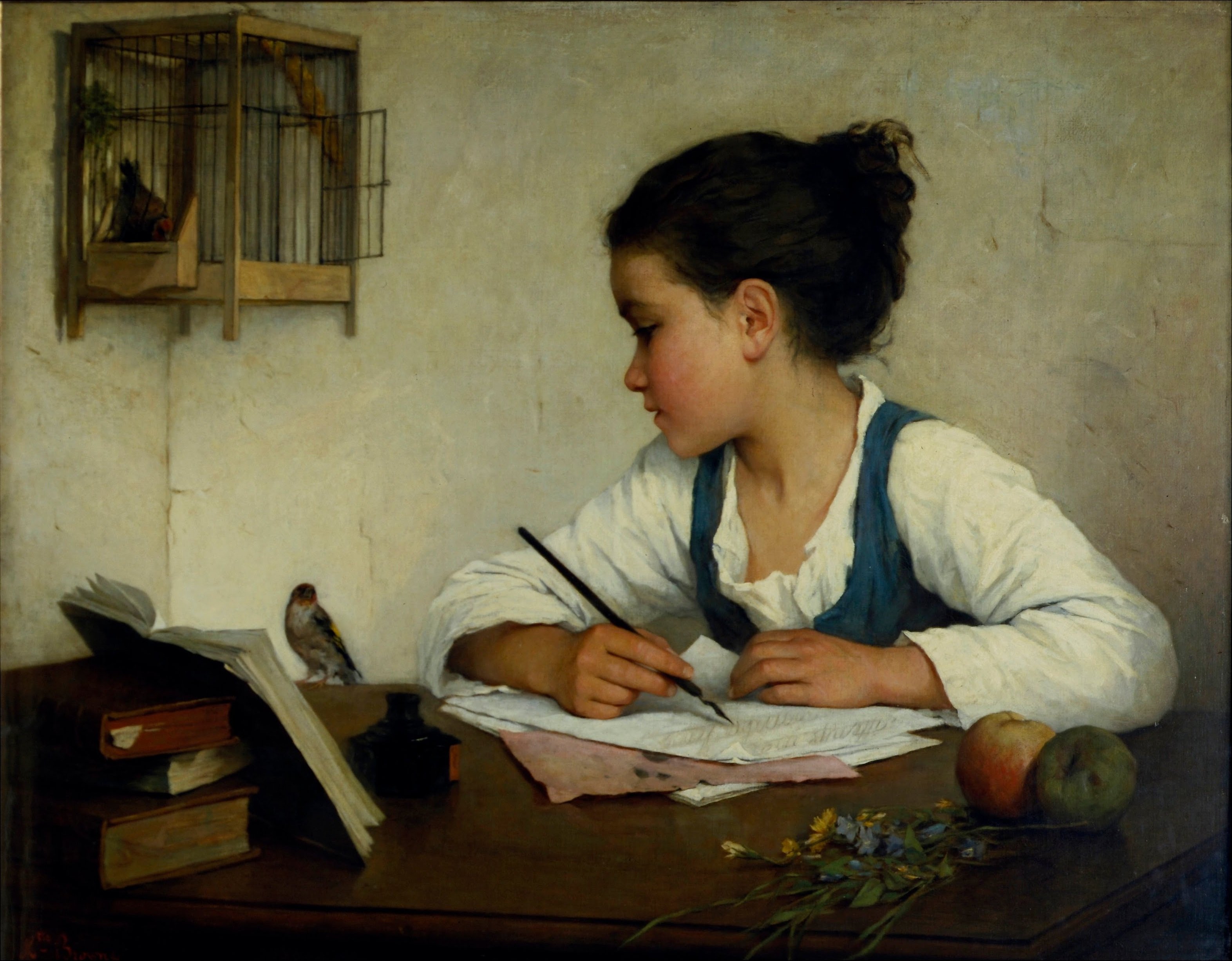
Una noia que escriu: la cadernera, Victoria and Albert Museum.
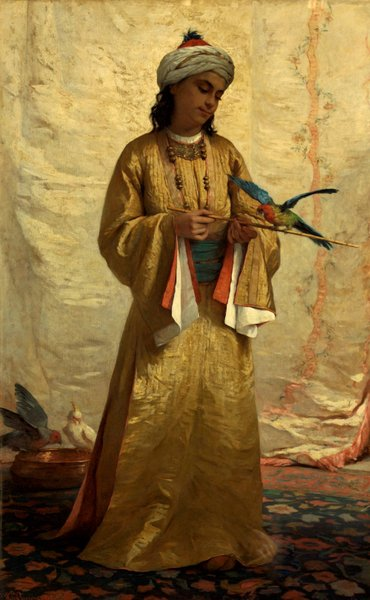
Jove mora amb periquito (1875), Museu i Galeria d'Art Russell-Cotes.
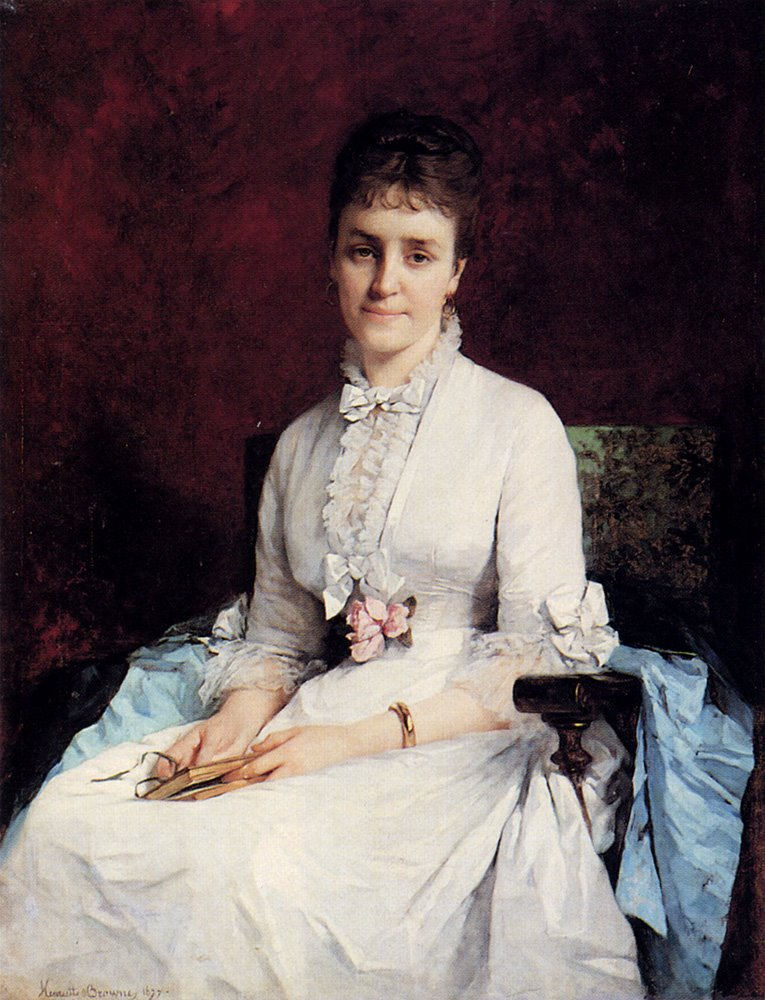
Retrat de dona (1877), col·lecció privada.
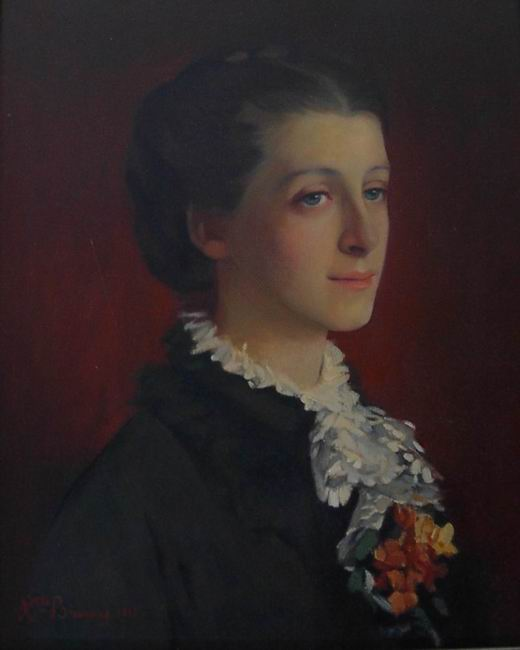
Mme Delpech de Saint-Guilhem

## Exposicions principals
A més dels Salons de París, l'Exposició Universal de 1855 o la Galeria Francesa de Pall Mall, Henriette Browne va exposar obra a l'Exhibició Internacional de Londres de 1862, a la Society of Female Artists de Londres, al 1867, a la Royal Academy de Londres als anys 1871, 1875 i 1879 i a l'Exhibició Internacional Colonial d'Amsterdam, al 1883.
A finals de 2023, la seva obra s'ha exposat formant part de l'exposició col·lectiva Maestras, al Museu Thyssen-Bornemisza.